# Bruny Surin
Bruny Surin (Cap-Haïtien, 12 juli 1967) is een voormalige Canadese atleet die was gespecialiseerd in de sprint en zeer succesvol was op de estafetteloop. Hij nam viermaal deel aan de Olympische Spelen, was zesvoudig Canadees kampioen, tweemaal wereldindoorkampioen en eenmaal olympisch kampioen.

## Biografie
Hij is geboren in Haïti en emigreerde in 1975 met zijn familie naar Canada, waar hij nog altijd woont. Aanvankelijk deed hij aan verspringen en hink-stap-springen, maar Surin wisselde later naar de 100 meter. Op het WK junioren werd hij elfde bij het hink-stap-springen met een afstand van 13,30 m. Zijn eerste internationale wedstrijd bij de senioren was de Pan-Amerikaanse Spelen in 1987, waar hij bij het verspringen een 15e plaats behaalde. Op de Olympische Spelen van 1988 in Seoel behaalde hij eveneens een 15e plaats bij het verspringen.
Op de Gemenebestspelen van 1990 in het Nieuw-Zeelandse Auckland won hij een bronzen medaille op de 100 meter achter de Engelsman Linford Christie (goud) en de Nigeriaan Davidson Ezinwa (zilver). Bij het verspringen behaalde hij een zevende plaats. Op het WK 1991 werd hij achtste op de 100 meter. Op de Olympische Spelen van 1992 in Barcelona maakte hij deel uit van de Canadese 4 x 100 m estafetteploeg. Samen met Ben Johnson, Glenroy Gilbert en Atlee Mahorn kon hij zich kwalificeren voor de halve finale. Hierin haalden ze echter de finish niet. Individueel kon Surin zich plaatsen voor de finale van de 100 meter. In deze finale eindigde Surin met een 4e plaats net naast de medailles. 
Op het WK 1993 werd hij vijfde op de 100 m en won een bronzen medaille op de 4 x 100 m estafetteloop. Op de Gemenebestspelen 1994 in Victoria won hij een gouden medaille op de 4 x 400 m estafette, maar kwam individueel op de 100 m niet verder dan de halve finale. Op de WK 1995 won hij een zilveren medaille op de 100 m en een gouden medaille met de estafetteploeg.
Op de Olympische Spelen van 1996 in Atlanta was het Canadese team de grote favoriet op het estafettenummer. Samen met zijn teamgenoten Robert Esmie, Glenroy Gilbert en Donovan Bailey behaalde Surin de Olympische titel, voor de teams uit de Verenigde Staten (zilver) en Brazilië (brons). Individueel sneuvelde hij op de 100 m in de halve finale. Met het Canadese team hij goud op de wereldkampioenschappen atletiek 1997 en de Goodwill Games 1998. Op het WK 1999 won hij een zilveren medaille op de 100 m. Op de Olympische Spelen van 2000 in Sydney en het WK 2001 werd hij op de 100 m uitgeschakeld in de halve finale.

## Titels
- Olympisch kampioen 4 x 100 m estafette - 1996
- Wereldkampioen 4 x 100 m estafette - 1995, 1997
- Wereldkampioen 60 m (indoor) - 1993, 1995
- Canadees kampioen 100 m - 1989, 1990, 1991, 1998, 1999, 2000

## Persoonlijke records
Outdoor
| Onderdeel          | Prestatie | Datum            | Plaats    |
| ------------------ | --------- | ---------------- | --------- |
| 100 m              | 9,84 s    | 22 augustus 1999 | Sevilla   |
| 150 m              | 15,49 s   | 29 juni 1997     | Sheffield |
| 200 m              | 20,21 s   | 3 september 1999 | Brussel   |
| verspringen        | 8,03 m    | 30 mei 1987      | Houston   |
| hink-stap-springen | 15,47 m   | 19 juli 1986     | Athene    |

Indoor
| Onderdeel   | Prestatie   | Datum            | Plaats     |
| ----------- | ----------- | ---------------- | ---------- |
| 50 m        | 5,64 s      | 27 januari 1995  | Moskou     |
| 55 m        | 6,14 s      | 10 januari 1999  | Hanover    |
| 60 m        | 6,45 s (NR) | 13 februari 1993 | Liévin     |
| 200 m       | 20,66 s     | 14 februari 1998 | Sherbrooke |
| verspringen | 7,57 m      | 4 maart 1989     | Boedapest  |

## Palmares

### 60 m
- 1989: 6e in ½ fin. WK indoor - 6,61 s
- 1991: 8e WK indoor - 6,66 s
- 1993:  WK indoor - 6,50 s
- 1995:  WK indoor - 6,46 s
- 1997: 5e WK indoor - 6,57 s
- 1999: 8e WK indoor - 6,64 s

### 100 m
Kampioenschappen
- 1990:  Gemenebestspelen - 10,12 s
- 1991: 8e WK - 10,14 s
- 1992: 4e OS - 10,09 s
- 1993: 5e WK - 10,02 s
- 1995:  WK - 10,03 s
- 1995: 4e Grand Prix Finale - 10,17 s
- 1996: 5e in ½ fin. OS - 10,13 s
- 1996: 4e Grand Prix Finale - 10,11 s
- 1997: 7e WK - 10,12 s
- 1998: 7e Grand Prix Finale - 10,20 s
- 1998:  Jeux de la Francophonie - 10,08 s
- 1999:  WK - 9,84 s
- 2000: DNF in ½ fin. OS
- 2001:  Jeux de la Francophonie - 10,18 s
- 2001: 7e in ½ fin. WK - 11,39 s

Golden League-podiumplekken
- 1999:  Golden Gala – 10,04 s
- 1999:  Weltklasse Zürich – 10,06 s
- 1999:  Memorial Van Damme – 10,04 s
- 1999:  ISTAF – 10,07 s
- 2000:  Meeting Gaz de France – 10,18 s

### 200 m
Golden League-podiumplekken
- 1999:  ISTAF – 20,36 s
- 1999:  Memorial Van Damme – 20,21 s

### 4 x 100 m estafette
- 1991: 4e in series WK - 38,76 s
- 1992: DNF in ½ fin. OS
- 1993:  WK - 37,83 s (NR)
- 1995:  WK - 38,31 s
- 1996:  OS  - 37,69 s
- 1997:  WK - 37,86 s
- 1998:  Gemenebestspelen - 38,23 s
- 1999: DSQ in series WK

### 4 x 400 m estafette
- 1994:  Gemenebestspelen

### Verspringen
- 1987: uitgeschakeld in de kwalificaties WK
- 1988: 14e OS - 7,73 m
- 1989: 13e in kwal. WK indoor - 7,57 m
- 1990: 7e Gemenebestspelen

### Hink-stap-springen
- 1986: 11e WK junioren - 13,30 m